# 今井茂右衛門
今井 茂右衛門 （いまい もえもん、明治17年（1884年）8月13日 - 昭和44年（1969年）2月18日）は、山梨県出身の実業家。官選第19代・民選初代甲府市長。

## 略歴
山梨県甲府市魚町(現在の甲府市中央三丁目)に、父「茂右衛門」、母「ゆき」の長男として生まれる。山梨県立甲府中学校（現・山梨県立甲府第一高等学校）を卒業後、家業の魚問屋に従事した。
大正13年（1924年）2月11日に市政刷新を目指して甲府革新党の結党が企図され、今井は高野孫左衛門（高野毅）、牛山儀助ら同志とともに参加する。大正15年(1926年)5月28日の選挙で甲府市議会議員（在任期間：大正15年（1926年）5月28日 - 昭和9年（1934年）5月27日）に当選し、昭和5年（1930年）6月には甲府市議会議長（議長在任期間：昭和5年（1930年）6月7日 - 昭和9年（1934年）5月27日）に就任している。
昭和21年（1946年）2月に、前任の野口二郎市長が戦時中の責を負って辞任すると、清廉、着実な人柄に声望があった今井が旧制度下における甲府市長（官選期の在任期間：昭和21年（1946年）3月18日 - 昭和22年（1947年）3月10日）に就任し多難を極める市政に手をつけたが、「地方自治法(昭和22年4月法律第67号)」公布に伴う市長公選の実施にあたり辞任した。
第一回市長選挙には、前市長の今井茂右衛門（無所属）と甲府市議会副議長の鷹野啓次郎（社会党）の二名が立候補し、昭和22年（1947年）4月5日に実施された選挙の結果、初代公選市長に今井が当選したが、昭和22年（1947年）9月に病気のため在任5か月（民選期の在任期間：昭和22年（1947年）4月5日 - 同年9月3日）で辞任した。

## 親族
- 弟：今井新造（衆議院議員、山梨県会議員）